# Enzo La Mura Bruno
Enzo La Mura Bruno (1918-1994) fue un profesor de guitarra clásica chileno que formó un considerable grupo de guitarristas.

## Biografía
Hijo de los músicos italianos Mario La Mura y Margarita Bruno, fue discípulo del maestro José Pavéz Rojas, heredero directo de la escuela del maestro español Francisco Tárrega.
Su padre, Mario La Mura era de origen italiano y había llegado a Chile en 1897, como director de orquesta de la Compañía de Zarzuelas de Orejón, en la que también vino por primera vez a Chile el barítono español Sagi Barba especialmente reconocido en dicho género. Mario La Mura captó de inmediato el interés que había en Chile por la música, y después de terminar el contrato de la gira con la compañía Orejón, viajó desde Centroamérica a Chile, estableciéndose en Valparaíso, donde, por más de treinta años, fue uno de sus principales impulsores, formando orquestas, coros y solistas. Finalmente se estableció en Ovalle, donde falleció en 1923.
Enzo La Mura Bruno fue discípulo del maestro guitarrista José Pavéz, considerado  como «uno de los más grandes concertistas de guitarra sudamericanos que actúa en Chile y se queda a residir en su capital. En las características reuniones artísticas de los talleres de pintores, centros musicales y literarios, el nombre y la actuación de Pavéz-Rojas es de los más solicitados, y, según las informaciones de inteligentes chilenos residentes hoy en Buenos Aires, este ejecutante es poseedor de una intensa emoción y gran caudal artístico que vuelca magistralmente en la guitarra.»  La Mura asimiló las enseñanzas del gran maestro, las cuales constituirían las bases de la escuela guitarrística moderna, hasta llegar a ser un ejecutante y maestro notable. 
En 1983 crea y dirige el Dúo La Mura & Arroyo con sus discípulos Adrián La Mura Jobet y Alejandro Arroyo Ríos, considerado por la crítica musical como el Primer Dúo de Guitarras Chileno del siglo XX representando a la Universidad Católica de Chile, en varias temporadas de conciertos realizados en Chile y el extranjero. El concierto del Dúo La Mura & Arroyo se dedicó al repertorio del clasicismo europeo de obras escritas originalmente para Dúo de Guitarras destacando el famoso Dúo Opus 41 “Les Deux Amis” del compositor Barcelonés Fernando Sor, (1778-1839), cuyo estreno histórico tuvo lugar el 14 de abril de 1830 en el Teatro de la Opera de París, con el maestro español Dionisio Aguado. Cuatro décadas de extensa carrera musical en Chile y el extranjero y una importante labor de difusión de los grandes maestros de la música clásica caracterizaron al Dúo con un programa de obras transcritas para guitarra inspiradas en el prete rosso Vivaldiano, referidos a la tradición de la orquesta de cuerdas y solos de guitarra como el concierto en Re Mayor RV 93 y obras de Scarlatti, Giulianni y Carulli entre otros.